# WWE Women's United States Championship
Ne pas confondre avec le WWE United States Championship.
Le WWE Women's United States Championship (que l'on peut traduire par le championnat féminin des États-Unis de la WWE) est un championnat de catch utilisé par la World Wrestling Entertainment à SmackDown. Il s'agit du second titre secondaire féminin de l'histoire de la compagnie.

## Histoire
Fondée en avril 1963, la World Wrestling Entertainment n'avait jamais eu de titre féminin secondaire, jusqu'à la création de la première ceinture féminine secondaire de l'histoire: le NXT Women's North American Championship créé par la manager générale de NXT, Ava, en avril 2024 pour sa branche de développement. Le 8 novembre à SmackDown, Nick Aldis, le manager général du show bleu, annonce, à son tour, la création du WWE Women's United States Championship comme championnat secondaire à l'instar du championnat masculin,,.
La semaine suivante avant le show, Nick Aldis annonce que le premier match du tournoi aura lieu dans la soirée. Par la suite, le directeur créatif de la WWE, Paul "Triple H" Levesque, révéla l'entièreté du tableau du tournoi qui comporte 12 catcheuses au total. Le premier tour sera composé de quatre Triple Threat matchs, dont les quatre vainqueures s'affronteront en demi-finales dans deux matchs simples et les deux gagnantes s'affronteront ensuite en finale à nouveau dans un match simple qui aura lieu à Saturday Night's Main Event XXXVII.

### Tournoi inaugural
|  |                                                           |                                                           |                                                           |  |  |                                         |                                         |                                         |  |  |                                                            |                                                            |                                                            |
|  | Premier tour SmackDown 15 novembre 2024 - 6 décembre 2024 | Premier tour SmackDown 15 novembre 2024 - 6 décembre 2024 | Premier tour SmackDown 15 novembre 2024 - 6 décembre 2024 |  |  | Demi-finales SmackDown 13 décembre 2024 | Demi-finales SmackDown 13 décembre 2024 | Demi-finales SmackDown 13 décembre 2024 |  |  | Finale Saturday Night's Main Event XXXVII 14 décembre 2024 | Finale Saturday Night's Main Event XXXVII 14 décembre 2024 | Finale Saturday Night's Main Event XXXVII 14 décembre 2024 |
|  | Premier tour SmackDown 15 novembre 2024 - 6 décembre 2024 | Premier tour SmackDown 15 novembre 2024 - 6 décembre 2024 | Premier tour SmackDown 15 novembre 2024 - 6 décembre 2024 |  |  | Demi-finales SmackDown 13 décembre 2024 | Demi-finales SmackDown 13 décembre 2024 | Demi-finales SmackDown 13 décembre 2024 |  |  | Finale Saturday Night's Main Event XXXVII 14 décembre 2024 | Finale Saturday Night's Main Event XXXVII 14 décembre 2024 | Finale Saturday Night's Main Event XXXVII 14 décembre 2024 |
|  |                                                           |                                                           |                                                           |  |  |                                         |                                         |                                         |  |  |                                                            |                                                            |                                                            |
|  |                                                           |                                                           |                                                           |  |  |                                         |                                         |                                         |  |  |                                                            |                                                            |                                                            |
|  | Bayley                                                    | Bayley                                                    | Tombé                                                     |  |  |                                         |                                         |                                         |  |  |                                                            |                                                            |                                                            |
|  | Bayley                                                    | Bayley                                                    | Tombé                                                     |  |  |                                         |                                         |                                         |  |  |                                                            |                                                            |                                                            |
|  | Candice LeRae                                             | Candice LeRae                                             | —                                                         |  |  |                                         |                                         |                                         |  |  |                                                            |                                                            |                                                            |
|  | Candice LeRae                                             | Candice LeRae                                             | —                                                         |  |  |                                         |                                         |                                         |  |  |                                                            |                                                            |                                                            |
|  | B-Fab                                                     | B-Fab                                                     | 10:02                                                     |  |  | Bayley                                  | Bayley                                  | 11:55                                   |  |  |                                                            |                                                            |                                                            |
|  | B-Fab                                                     | B-Fab                                                     | 10:02                                                     |  |  | Bayley                                  | Bayley                                  | 11:55                                   |  |  |                                                            |                                                            |                                                            |
|  |                                                           |                                                           |                                                           |  |  | Chelsea Green                           | Chelsea Green                           | Tombé                                   |  |  |                                                            |                                                            |                                                            |
|  |                                                           |                                                           |                                                           |  |  | Chelsea Green                           | Chelsea Green                           | Tombé                                   |  |  |                                                            |                                                            |                                                            |
|  | Bianca Belair                                             | Bianca Belair                                             | —                                                         |  |  |                                         |                                         |                                         |  |  |                                                            |                                                            |                                                            |
|  | Bianca Belair                                             | Bianca Belair                                             | —                                                         |  |  |                                         |                                         |                                         |  |  |                                                            |                                                            |                                                            |
|  | Chelsea Green                                             | Chelsea Green                                             | Tombé                                                     |  |  |                                         |                                         |                                         |  |  |                                                            |                                                            |                                                            |
|  | Chelsea Green                                             | Chelsea Green                                             | Tombé                                                     |  |  |                                         |                                         |                                         |  |  |                                                            |                                                            |                                                            |
|  | Blair Davenport                                           | Blair Davenport                                           | 10:04                                                     |  |  | Chelsea Green                           | Chelsea Green                           | Tombé                                   |  |  |                                                            |                                                            |                                                            |
|  | Blair Davenport                                           | Blair Davenport                                           | 10:04                                                     |  |  |                                         | Chelsea Green                           | Tombé                                   |  |  |                                                            |                                                            |                                                            |
|  |                                                           |                                                           |                                                           |  |  | Michin                                  | Michin                                  | 8:05                                    |  |  |                                                            |                                                            |                                                            |
|  |                                                           |                                                           |                                                           |  |  | Michin                                  | Michin                                  | 8:05                                    |  |  |                                                            |                                                            |                                                            |
|  | Lash Legend,                                              | Lash Legend,                                              | —                                                         |  |  |                                         |                                         |                                         |  |  |                                                            |                                                            |                                                            |
|  | Lash Legend,                                              | Lash Legend,                                              | —                                                         |  |  |                                         |                                         |                                         |  |  |                                                            |                                                            |                                                            |
|  | Michin                                                    | Michin                                                    | Tombé                                                     |  |  |                                         |                                         |                                         |  |  |                                                            |                                                            |                                                            |
|  | Michin                                                    | Michin                                                    | Tombé                                                     |  |  |                                         |                                         |                                         |  |  |                                                            |                                                            |                                                            |
|  | Piper Niven                                               | Piper Niven                                               | 10:34                                                     |  |  | Michin                                  | Michin                                  | Tombé                                   |  |  |                                                            |                                                            |                                                            |
|  | Piper Niven                                               | Piper Niven                                               | 10:34                                                     |  |  | Michin                                  | Michin                                  | Tombé                                   |  |  |                                                            |                                                            |                                                            |
|  |                                                           |                                                           |                                                           |  |  | Tiffany Stratton                        | Tiffany Stratton                        | 8:31                                    |  |  |                                                            |                                                            |                                                            |
|  |                                                           |                                                           |                                                           |  |  | Tiffany Stratton                        | Tiffany Stratton                        | 8:31                                    |  |  |                                                            |                                                            |                                                            |
|  | Naomi                                                     | Naomi                                                     | —                                                         |  |  |                                         |                                         |                                         |  |  |                                                            |                                                            |                                                            |
|  | Naomi                                                     | Naomi                                                     | —                                                         |  |  |                                         |                                         |                                         |  |  |                                                            |                                                            |                                                            |
|  | Tiffany Stratton                                          | Tiffany Stratton                                          | Tombé                                                     |  |  |                                         |                                         |                                         |  |  |                                                            |                                                            |                                                            |
|  | Tiffany Stratton                                          | Tiffany Stratton                                          | Tombé                                                     |  |  |                                         |                                         |                                         |  |  |                                                            |                                                            |                                                            |
|  | Elektra Lopez                                             | Elektra Lopez                                             | 7:32                                                      |  |  |                                         |                                         |                                         |  |  |                                                            |                                                            |                                                            |
|  | Elektra Lopez                                             | Elektra Lopez                                             | 7:32                                                      |  |  |                                         |                                         |                                         |  |  |                                                            |                                                            |                                                            |

## Liste des championnes
| #         | Championne    | Règne     | Date de victoire | Durée (en jours) | Événement                          | Lieu                     | Notes                                                                                 | Réf       |
| SmackDown | SmackDown     | SmackDown | SmackDown        | SmackDown        | SmackDown                          | SmackDown                | SmackDown                                                                             | SmackDown |
| --------- | ------------- | --------- | ---------------- | ---------------- | ---------------------------------- | ------------------------ | ------------------------------------------------------------------------------------- | --------- |
| 1         | Chelsea Green | 1         | 14 décembre 2024 | 132              | Saturday Night's Main Event XXXVII | Uniondale (New York)     | En battant Michin lors de la finale du tournoi pour devenir la championne inaugurale. | ,         |
| 2         | Zelina Vega   | 1         | 25 avril 2025    | 63               | SmackDown                          | Fort Worth (Texas)       | En battant Chelsea Green, elle remporte son premier titre individuel à la WWE.        | [ 16 ]    |
| 3         | Giulia        | 1         | 27 juin 2025     | 1+               | SmackDown                          | Riyad ( Arabie saoudite) | En battant Zelina Vega, elle remporte son premier titre dans le roster principal.     | [ 17 ]    |

## Règnes combinés
| Signe | Notes                                     |
| ----- | ----------------------------------------- |
|       | Lutteuse travaillant toujours à SmackDown |
|       | Lutteuse travaillant toujours à la WWE    |

| Rang | Catcheuse     | Règnes | Jours | 1re victoire |
| ---- | ------------- | ------ | ----- | ------------ |
| 1    | Chelsea Green | 1      | 132   | 14 déc. 2024 |
| 2    | Zelina Vega   | 1      | 63    | 25 avr. 2025 |
| 3    | Giulia        | 1      | 1+    | 27 juin 2025 |